# Сигал, Джордж
Джордж Сигал мл. (англ. George Segal, Jr., 13 февраля 1934 — 23 марта 2021) — американский актёр, номинант на премии «Оскар» и BAFTA, двукратный лауреат премии «Золотой глобус».

## Биография
Джордж Сигал родился 13 февраля 1934 года в нью-йоркском предместье Грейт-Нек (Лонг-Айленд) в семье Фанни Бланш Слободкиной и Джорджа Сигала-старшего, евреев российского происхождения, придерживавшихся социалистических взглядов. После окончания колледжа он поступил в Колумбийский университет, который окончил в 1955 году. Его актёрский дебют состоялся на театральной сцене, а в 1961 году он подписал контракт с кинокомпанией «Columbia Pictures», появившись в ряде малозначительных кинокартин начала десятилетия.
Первого успеха достиг в 1965 году после роли в трагикомедии Стэнли Крамера «Корабль дураков». Спустя год Джордж Сигал был номинирован на премию «Оскар» за роль в драме «Кто боится Вирджинии Вулф?». Далее последовали успешные роли в картинах «Меморандум Квиллера» (1966), «Ремагенский мост» (1969), «Филин и кошечка» (1970), «Любить» (1970), «Краденый камень» (1972) и «Забавные приключения Дика и Джейн» (1977). В 1973 году актёр был удостоен премии «Золотой глобус» за роль в романтической комедии «С шиком».
В 1980-х годах Сигал был малоактивен, лишь изредка появляясь в небольших ролях на телевидении. В 1989 году он вернулся на большой экран в комедии «Уж кто бы говорил». В 1990-х годах он запомнился своей ролью в телесериале «Журнал мод», а также своими появлениями в фильмах «Для наших ребят» (1991), «Уж кто бы говорил 3» (1993), «Не будите спящую собаку» и «У зеркала два лица» (1996). Одну из последних ролей актёр исполнил в фильме-катастрофе «2012», где сыграл пожилого музыканта Тони Дельгатто.
В 2013 году Сигал исполнял одну из основных ролей в ситкоме ABC «Голдберги».
Помимо актёрства, Джордж Сигал увлекался игрой на банджо, иногда выступая с джазовыми коллективами.
Умер на 88-м году жизни в Калифорнии 23 марта 2021 года из-за осложнений после шунтирования.

## Награды
- «Золотой глобус» 1973 — «Лучшая мужская роль в комедии или мюзикле» («С шиком»)